# Paolo Barison
Paolo Barison (né le 23 juin 1936 à Vittorio Veneto, dans la province de Trévise, en Vénétie et mort le 17 avril 1979 à Andora) était un footballeur italien, évoluant à un poste de milieu de terrain, dont la longue carrière, commencée en 1954 s'acheva en 1971.

## Biographie
En tant que milieu de terrain, il fut international italien de 1959 à 1966, à 9 reprises pour 6 buts. Sa première sélection fut jouée à Rome, le 28 février 1959 contre l'Espagne (1-1) en amical. Il faut attendre 1965 pour le revoir en sélection nationale, contre le Pays de Galles (4-1, dont un but marqué).
Il participe à la Coupe du monde de football 1966, en Angleterre. Il joua deux matchs dans ce tournoi (Chili et la Corée du Nord), inscrivant un but à la 88e minute contre le Chili pour un score de 2 buts à 0 pour les italiens. L'Italie sera sortie au 1er tour.
Sa dernière sélection sera dans cette coupe du monde contre la Corée du Nord (0-1).
Il joua dans des clubs italiens (Venezia Calcio, Genoa CFC, Milan AC, Sampdoria Gênes, AS Rome, SSC Naples et Ternana Calcio), remportant une Série A en 1962 et une C1 en 1963 avec le Milan AC et une Série C en 1956 avec Venezia Calcio.
Il eut une brève expérience d'entraîneur avec le Milan AC (1975-1976) où il termina 3e de Série A.

## Clubs
En tant que joueur
- 1954-1957 : Venezia Calcio
- 1957-1960 : Genoa CFC
- 1960-1963 : Milan AC
- 1963-1965 : Sampdoria Gênes
- 1965-1967 : AS Rome
- 1967-1970 : SSC Naples
- 1970-1971 : Ternana Calcio

En tant qu'entraîneur
- 1975-1976 : Milan AC

## Palmarès
En tant que joueur
- Championnat d'Italie de football

- - Champion en 1962
  - Vice-champion en 1961 et en 1968
  - Troisième en 1963
- Série C
  - Champion en 1956
- Ligue des champions
  - Vainqueur en 1963

En tant qu'entraîneur
- Championnat d'Italie de football
  - Troisième en 1976